# Untersiebenbrunn
Untersiebenbrunn è un comune austriaco di 1 714 abitanti nel distretto di Gänserndorf, in Bassa Austria.